# Бахитжан Канапјанов
Бахитжан Мусаханович Канапјанов (каз. Бақытжан Мусаханұлы Қанапиянов, рус. Бахытжан Мусаханович Канапьянов, Кокшетау, 4. октобар 1951. године), казашки је књижевник, песник и прозаик, књижевни преводилац, сценариста, друштвени активиста, директор прве независне издавачке куће у Казахстану. Учесник је санирања хаварије на Чернобиљској нуклеарној електрани. Добитник Државне награде Републике Казахстан по имену Абаја за 2020. годину.

## Детињство и младост
Канапјанов је рођен 4. октобра 1951. године у граду Кокшетау у учитељској породици. У школу је пошао у селу Сиримбет, где се налазило породично имање учењака и историчара Чокана Валиханова (1835—1865), рођака песникових предака.
По првостеченом образовању Бахит је инжењер металургије, а потом је завршио Више курсеве за режисере и сценаристе у Москви у класи Емила Лотјануа, потом Више књижевне курсеве при Удружењу књижевника СССР на семинарима Александра Межирова.
Радио је као истраживачки инжењер на Институту металургије Академије наука Казашке ССР, а и као сценариста, режисер и уредник у филмским студијима „Казахфильм” и „Мосфильм”, у продукцији Казахстана.

## Књижевни рад
Године 1971. упознао се са Олжасом Сулејмановим, што је утицало на даљи књижевни рад младог песника.
Прве песме је објавио 1975. године у часопису „Простор”, затим је поезију и поеме објављивао у периодици многих држава света. Аутор је више од тридесет књига поезије и прозе, које су излазиле у издаваштвима Казахстана, Русије, Белорусије, Јерменије, Украјине, САД, Великој Британији, Малезији, Пољској, Француској, Србије, Босне и Херцеговине, Хрватске, Монголији, Турској.
Аутор је идеје о одржавању Светског дана поезије, за коју се чуло први пут 1996. године у Алматију, на песничкој вечери Андреја Вознесенског и Беле Ахмадулине.

## Титуле и чланства
Канапјанов је познат као:
- Члан казашког и руског ПЕН-клуба;
- Секретар одбора Удружења књижевника Казахстана;
- Дописник казашких „Књижевних новина”;
- Члан одбора Европског конгреса књижевника (Праг), у којем се представља подручје средње Азије и Казахстана;
- Почасни професор Универзитета имена Шакарима (Семипалатинск).
- Академик Кримске књижевне академије (Симферопољ, Крим). Академик је новинарства Казахстана.
- Учесник санирања хаварије на Чернобиљској нуклеарној електрани (1986—1988)[8].

## Друштвени активизам
Године 1984. Канапјанов је постао главни уредник једне од највећих издавачких кућа у Казахстану - „Жалин”. Задржао је ову позицију све до 1991. када су се СССР, комунистичка партија и сви механизми цензуре урушили. То му је омогућило да оснује прву независну издавачку кућу у Казахстану: „Жибек Жоли” (Пут свиле). Данас је „Жибек Жоли” познат по сталној подршци младим ауторима, а посебно песницима у Казахстану, Русији и широм света. „Жибек Жоли” објављује научне студије из области образовања, фолклора, филозофије, лингвистике и историје.
Канапјанов је био активни члан покрета „Нуклеарно разоружање” и заједно са Олжасом Сулејменовом био је један од оснивача покрета „Невада-Семеј”, чији је крајњи циљ био да се затворе центри за нуклеарна испитивања у Семипалатинску и Невади. Био је волонтер у Чернобиљу покушавајући да подигне светску свест о Чернобиљској катастрофи. Ови напори су резултирали збирком поезије „Рода над реком Припјат” која је касније преведена на многе језике.
Данас се дела Бахитжана Канапјанова могу читати на енглеском, француском, немачком, финском, руском, белоруском, украјинском, јакутском, пољском, српском, хрватском, македонском, корејском и малајском језику.

## Канапјанов на Балкану
Поезија Бахитжана Канапјанова је на српском језику објављена у две књиге: Алма-јабука и Златна тишина, у преводу Дајане Лазаревић, 2020. године. Свега годину дана касније, појавиле су се збирке Канапјанова Међу листовима (Босна и Херцеговина) и Вјетар успомена (Хрватска). Очекују се и збирке на албанском, македонском и словеначком језику.

## Збирке поезије
- Ноћна хладноћа / Ночная прохлада (1977);
- Одрази / Отражения (1979);
- Осећање света / Чувство мира (1982)[7];
- Грана / Ветвь (1985);
- Линија судбине / Линия судьбы (1987);
- Рода над реком Припјат: песме и проза / Аист над Припятью: стихи и проза. — Алматы: «Жалын», (1987)[8];
- Номадска звезда: песме и поеме / Кочевая звезда: стихи и поэмы. — Алматы: «Жазушы», (1991);
- Планинска земља / Горная окраина (1995);
- Време тишине / Время тишины (1995);
- Изнад нивоа живота / Над уровнем жизни (1999);
- Тикширау / Тикшырау (2001);
- Одмор номада / Каникулы кочевья (2003);
- Пливају облаци / Плывут облака (2003);
- Тамни Месец / Смуглая Луна (2006[14]).

## Прозна дела
- Бахчисарај / Бахчисарай. // Dewan Sastera, bil. 4, jilid 33. Kuala Lumpur, 2003, hlm. 51-53;
- Пауза за кафу / Кофе-брейк (Заметки, Эссе, Диалоги). — «Простор», 2004;
- Летњи биоскопски репертоар / Летний кинотеатр (рассказ); Варнице / Светлячки (повесть)// Нива, № 2. Астана, 2008, с. 89-119. (Kelip-Kelip - 2020).[15]

## Преводи
- Киз-Жибек / Кыз-Жибек. — Жалын, 1988.

## Филмографија
Сценарија
- Школа за радне професије / Школа рабочих профессий, Казахфилм, (1979);
- Вршњаци / Ровесники (1980);
- Абај. Живот и стваралаштво / Абай. Жизнь и творчество» (1980);
- Балхашка сага / Балхашская сага (1990);
- Последња јесен Шакарима / Последняя осень Шакарима (1992);
- Несаница: Париз / Бессонница: Париж (1996);
- Слободни град Франкфурт / Вольный город Франкфурт (1997);
- Порке? / Пуркуа? (1998).[7]

Аутор и режисер
- Пејзажи / Ландшафты (1999);
- Дан - Рафаел / День — Рафаэль (2000);
- Скримтимним / Скрымтымным (2000);
- Фуд - бал / Фут-боль (2000);
- Међународни дан поезије / Международный день поэзии (2000).

## Награде
Лауреат је многих међународних књижевних награда, међу којима су „Алаш”, „Тарлан”, Међународни песнички конкурс „Наде лира златна” (Њујорк, САД, 2004), Сверуска награда Антона Делвига (2013), награда М.О. Ауезова казашког ПЕН-клуба (2014). Његова песничка дела су ушла у књижевне антологије и збирке поезије света.
Заслужни је активиста Републике Казахстан (2011), заслужни радник Републике Казахстан (1998), победник народног гласања „Ел Тулгаси – Име Отаџбине” у номинацији „Култура и уметност” (2012).
Награђен је орденима „Парасат”, „Достик” 2. степена, „За допринос култури” Међународног комитета мира и слоге (Москва), медаљама Казахстана, Русије, Украјине.
Добитник је Државне награде Републике Казахстан по имену Абаја за 2020. годину.